# Ischnopteris abnormipalpis
Ischnopteris abnormipalpis là một loài bướm đêm trong họ Geometridae.